# Hadreule elongatula
Hadreule elongatula är en skalbaggsart som först beskrevs av Leonard Gyllenhaal 1827.  Hadreule elongatula ingår i släktet Hadreule, och familjen trädsvampborrare. Arten är reproducerande i Sverige.